# شانکار لاکشمن
شانکار لاکشمن (انگلیسی: Shankar Lakshman; ۱ ژانویهٔ ۱۹۳۳ – ۲۹ آوریل ۲۰۰۶) بازیکن هاکی روی چمن اهل هند بود. وی در بازی‌های المپیک ۱۹۵۶، ۱۹۶۰ و ۱۹۶۴ دروازه‌بان تیم هند بود که موفق به کسب دو مدال طلا و یک مدال نقره شد. او اولین دروازه‌بان بود که کاپیتان یک تیم بین‌المللی هاکی شد و از طرف دولت هند جایزه ارژونا و پادما شری را دریافت کرد. وی کاپیتان تیم هند بود که در بازی‌های آسیایی ۱۹۶۶ موفق به کسب طلا شد. پس از عدم انتخاب المپیک ۱۹۶۸، لاکشمن هاکی را ترک کرد. وی در ارتش ساکن شد و در سال ۱۹۷۹ به عنوان کاپیتان Maratha Light Infantry بازنشسته شد. وی در سال ۲۰۰۶ پس از تحمل قانقاریا در یک پا در موهو درگذشت.
وی در مسابقات کشوری و بین‌المللی در مجموع برندهٔ ۳ مدال طلا، ۳ مدال نقره شده‌است.

## اوایل زندگی
شانکار متولد ۷ ژوئیه سال ۱۹۳۳، در موو یک شهر کوچک در منطقه ایندوره، در منطقه مالوا در مادیا پرادش بود، وی متعلق به جامعه شکواات راجستان بود. شانکار فعالیت ورزشی خود را به عنوان یک فوتبالیست آغاز کرد. او کاپیتان تیم فوتبال روستای کوداریا در روستای مهو بود. وی در سال ۱۹۴۷ به ارتش هند پیوست و در گردان پنجم پیاده‌نظام نور ماراتا خدمت کرد.

## حرفه
پس از پیوستن به ارتش، از فوتبال به هاکی روی آورد و این آغاز شروع بازی کردن در تیم‌های هاکی روی چمن بود. کار خود را در سال ۱۹۵۵ با بازی در پست سرویس شروع کرد. او با پشت سر گذاشتن یک حرکت چشمگیر برای تیم ملی انتخاب شد.

## المپیک ۱۹۶۰
این تیم که توسط مربی انگلیسی-هندی لسلی والتر کلودیوس اداره می‌شد برای به دست آوردن هفتمین مدال طلای پیاپی خود، وارد مسابقات شد که در آن دروازه‌بان افسانه ای شانکار لاکشمن چهره ای عالی ایجاد کرده بود.

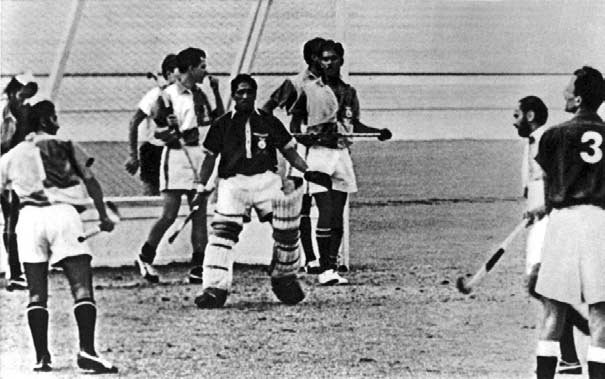
لاکشمن در فینال بازی‌های المپیک ۱۹۶۰ مقابل پاکستان

## زندگی و مرگ
پس از بازنشستگی از هاکی، لاکشمن در ارتش خدمت کرد و در سال ۱۹۷۹ به عنوان کاپیتان افتخاری در پیاده‌نظام سبک ماراتا بازنشسته شد. در اواخر عمر به قانقاریا مبتلا شد که پزشکان قطع عضو را به او پیشنهاد داده بودند و او این پشنهاد را رد کرده بود تا با داروهای طبیعی آن را درمان کند. دولت مادیا پرادش برای کمک به لاکشان ۳۰۰ پوند کمک کرد. لاکشمن در ۲۹ آوریل ۲۰۰۶، پس از نبرد با بیماری، درگذشت.